# Ceratoclasis avilalis
Ceratoclasis avilalis is een vlinder uit de familie van de grasmotten (Crambidae), uit de onderfamilie van de Spilomelinae. De wetenschappelijke naam van deze soort is voor het eerst gepubliceerd in 1956 door Hans Georg Amsel.
Deze soort komt voor in Venezuela.